# Chiêu Lưu
Chiêu Lưu là một xã thuộc tỉnh Nghệ An, Việt Nam. Xã được hình thành trên cơ sở sáp nhập xã Bảo Thắng và xã Chiêu Lưu của huyện Kỳ Sơn trong đợt Sáp nhập tỉnh thành Việt Nam 2025.

## Địa lý
Xã Chiêu Lưu có vị trí địa lý:
- Phía Đông giáp xã Tương Dương và xã Lượng Minh;
- Phía Nam giáp xã Tương Dương và xã Na Ngoi;
- Phía Tây giáp xã Hữu Kiệm;
- Phía Bắc giáp xã Hữu Kiệm và xã Mường Lống.

Xã Chiêu Lưu có diện tích tự nhiên 196,93 km².

## Hành chính và tên gọi
Xã Chiêu Lưu được thành lập theo Nghị quyết số 1678/NQ-UBTVQH15 của Ủy ban Thường vụ Quốc hội Việt Nam, ban hành ngày 16 tháng 6 năm 2025. Theo đó, sắp xếp toàn bộ diện tích tự nhiên, quy mô dân số của xã Bảo Thắng và xã Chiêu Lưu thuộc huyện Kỳ Sơn trước đây thành một xã mới có tên gọi là xã Chiêu Lưu.
Sau sắp xếp xã có diện tích tự nhiên: 196,93 km², quy mô dân số: 9.797 người.